# Finanzministerium der Vereinigten Staaten

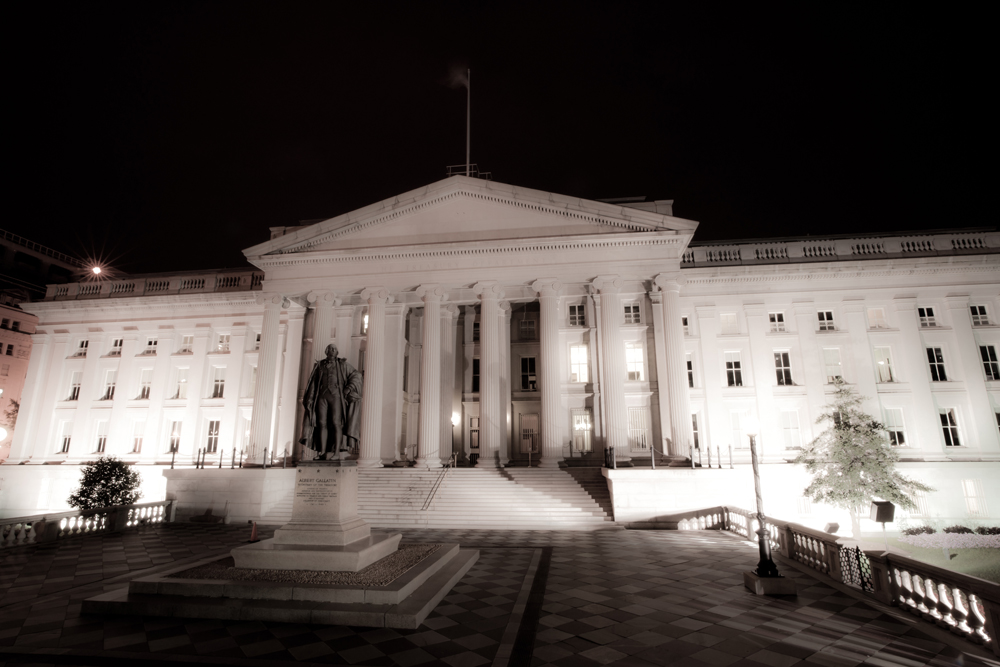
Das Gebäude des Finanzministeriums in Washington

Das Finanzministerium der Vereinigten Staaten von Amerika (amtlich United States Department of the Treasury) ist Teil der Bundesregierung des Staates und zuständig für die Erhebung, Verwaltung und Ausgabe der öffentlichen Einnahmen. Es wurde am 2. September 1789 per Beschluss des Kongresses eingerichtet. Sitz des Ministeriums ist Washington, D.C. Das Gebäude ist auf der Rückseite der 10-Dollar-Note abgebildet, dessen Vorderseite das Bild des ersten Finanzministers Alexander Hamilton zeigt.

## Organisation und Agenden
Das Finanzministerium wird geleitet vom Secretary of the Treasury, dessen Amt dem deutschen Finanzminister entspricht, dem Deputy Secretary of the Treasury als seinem Stellvertreter und dem Treasurer of the United States. Es ist unterteilt in zwölf Abteilungen (Bureaus), die sämtliche fiskalpolitische Aufgaben übernehmen. Zu diesen Aufgaben zählen die Steuer-, Zoll-, Währungs- und Wirtschaftspolitik, die Geldproduktion und die Aufsicht über die Einhaltung der Gesetze.
Der Finanzminister ist der oberste Berater des Präsidenten in Wirtschaftsfragen und verantwortlich für die nationale und internationale Finanz- und Steuerpolitik der Vereinigten Staaten. Er überwacht die Finanzen der Bundesregierung der Vereinigten Staaten und die Finanzbehörden. In seiner Kompetenz liegt heute vor allem die Münzprägung. Die Unterschrift des Treasurers muss, genauso wie jene des Finanzministers, auf jeder gültigen Banknote des US-Dollars zu sehen sein.
Nach der Bildung des Ministeriums für Innere Sicherheit im Jahr 2003 wurden einige Abteilungen des Finanzministeriums in andere Ministerien verlegt, darunter das Bureau of Alcohol, Tobacco and Firearms (ATF), der Customs Service und der Secret Service. Der Finanzminister ist Mitglied des Kabinetts und seit der Präsidentschaft von Bill Clinton Mitglied des Nationalen Sicherheitsrates. Der Finanzminister steht in der Nachfolge des Präsidenten an fünfter Stelle.
Erster Finanzminister der USA war Alexander Hamilton. Das Amt des US-Treasurers gibt es etwas länger als das eigentliche Finanzministerium. Es existiert schon seit 1775.
Zum Ministerium gehören unter anderem:
- Internal Revenue Service (IRS), das Finanzamt für Bundessteuern.
- Bureau of Engraving and Printing, u. a. Banknotenherstellung des US-Dollars.
- United States Mint, die Münzprägestätte des US-Dollars
- Financial Crimes Enforcement Network (FinCEN), eine Ermittlungsbehörde.[3]
- Exchange Stabilization Fund (ESF), ein staatlicher Börsenstabilisierungsfonds.[4]
- Office of Terrorism and Financial Intelligence (TFI), ein Nachrichtendienst
- Office of Foreign Assets Control (OFAC), eine Kontrollbehörde für Sanktionen

## Liste der US-Finanzminister
| Nr. | Bild | Name                     | Amtszeit                             | unter US-Präsident                                 |
| --- | ---- | ------------------------ | ------------------------------------ | -------------------------------------------------- |
| 1   |      | Alexander Hamilton       | 11. September 1789– 31. Januar 1795  | George Washington                                  |
| 2   |      | Oliver Wolcott Jr.       | 3. Februar 1795– 31. Dezember 1800   | George Washington, John Adams                      |
| 3   |      | Samuel Dexter            | 1. Januar 1801– 13. Mai 1801         | John Adams, Thomas Jefferson                       |
| 4   |      | Albert Gallatin          | 14. Mai 1801– 8. Februar 1814        | Thomas Jefferson, James Madison                    |
| 5   |      | George W. Campbell       | 9. Februar 1814– 5. Oktober 1814     | James Madison                                      |
| 6   |      | Alexander J. Dallas      | 6. Oktober 1814– 21. Oktober 1816    | James Madison                                      |
| 7   |      | William H. Crawford      | 22. Oktober 1816– 6. März 1825       | James Madison, James Monroe                        |
| 8   |      | Richard Rush             | 7. März 1825– 5. März 1829           | John Quincy Adams                                  |
| 9   |      | Samuel D. Ingham         | 6. März 1829– 20. Juni 1831          | Andrew Jackson                                     |
| 10  |      | Louis McLane             | 8. August 1831– 28. Mai 1833         | Andrew Jackson                                     |
| 11  |      | William J. Duane         | 29. Mai 1833– 22. September 1833     | Andrew Jackson                                     |
| 12  |      | Roger B. Taney           | 23. September 1833– 25. Juni 1834    | Andrew Jackson                                     |
| 13  |      | Levi Woodbury            | 1. Juli 1834– 3. März 1841           | Andrew Jackson, Martin Van Buren                   |
| 14  |      | Thomas Ewing             | 4. März 1841– 11. September 1841     | William Henry Harrison John Tyler                  |
| 15  |      | Walter Forward           | 13. September 1841– 1. März 1843     | John Tyler                                         |
| 16  |      | John C. Spencer          | 8. März 1843– 2. Mai 1844            | John Tyler                                         |
| 17  |      | George M. Bibb           | 4. Juli 1844– 7. März 1845           | John Tyler                                         |
| 18  |      | Robert J. Walker         | 8. März 1845– 5. März 1849           | James K. Polk                                      |
| 19  |      | William M. Meredith      | 8. März 1849– 22. Juli 1850          | Zachary Taylor                                     |
| 20  |      | Thomas Corwin            | 23. Juli 1850– 6. März 1853          | Millard Fillmore                                   |
| 21  |      | James Guthrie            | 7. März 1853– 6. März 1857           | Franklin Pierce                                    |
| 22  |      | Howell Cobb              | 7. März 1857– 8. Dezember 1860       | James Buchanan                                     |
| 23  |      | Philip F. Thomas         | 12. Dezember 1860– 14. Januar 1861   | James Buchanan                                     |
| 24  |      | John Adams Dix           | 15. Januar 1861– 6. März 1861        | James Buchanan                                     |
| 25  |      | Salmon P. Chase          | 7. März 1861– 30. Juni 1864          | Abraham Lincoln                                    |
| 26  |      | William P. Fessenden     | 5. Juli 1864– 3. März 1865           | Abraham Lincoln                                    |
| 27  |      | Hugh McCulloch           | 9. März 1865– 3. März 1869           | Abraham Lincoln, Andrew Johnson                    |
| 28  |      | George S. Boutwell       | 12. März 1869– 16. März 1873         | Ulysses S. Grant                                   |
| 29  |      | William Adams Richardson | 17. März 1873– 3. Juni 1874          | Ulysses S. Grant                                   |
| 30  |      | Benjamin H. Bristow      | 4. Juni 1874– 20. Juni 1876          | Ulysses S. Grant                                   |
| 31  |      | Lot M. Morrill           | 7. Juli 1876– 9. März 1877           | Ulysses S. Grant, Rutherford B. Hayes              |
| 32  |      | John Sherman             | 10. März 1877– 3. März 1881          | Rutherford B. Hayes                                |
| 33  |      | William Windom           | 8. März 1881– 13. November 1881      | James A. Garfield, Chester A. Arthur               |
| 34  |      | Charles J. Folger        | 14. November 1881– 4. September 1884 | Chester A. Arthur                                  |
| 35  |      | Walter Q. Gresham        | 5. September 1884– 30. Oktober 1884  | Chester A. Arthur                                  |
| 36  |      | Hugh McCulloch           | 31. Oktober 1884– 7. März 1885       | Chester A. Arthur, Grover Cleveland                |
| 37  |      | Daniel Manning           | 8. März 1885– 31. März 1887          | Grover Cleveland                                   |
| 38  |      | Charles S. Fairchild     | 1. April 1887– 6. März 1889          | Grover Cleveland                                   |
| 39  |      | William Windom           | 7. März 1889– 29. Januar 1891        | Benjamin Harrison                                  |
| 40  |      | Charles Foster           | 25. Februar 1891– 6. März 1893       | Benjamin Harrison, Grover Cleveland                |
| 41  |      | John G. Carlisle         | 7. März 1893– 5. März 1897           | Grover Cleveland, William McKinley                 |
| 42  |      | Lyman J. Gage            | 6. März 1897– 31. Januar 1902        | William McKinley Theodore Roosevelt                |
| 43  |      | L. M. Shaw               | 1. Februar 1902– 3. März 1907        | Theodore Roosevelt                                 |
| 44  |      | George B. Cortelyou      | 4. März 1907– 7. März 1909           | Theodore Roosevelt                                 |
| 45  |      | Franklin MacVeagh        | 8. März 1909– 5. März 1913           | William Howard Taft                                |
| 46  |      | William G. McAdoo        | 6. März 1913– 15. Dezember 1918      | Woodrow Wilson                                     |
| 47  |      | Carter Glass             | 16. Dezember 1918– 1. Februar 1920   | Woodrow Wilson                                     |
| 48  |      | David F. Houston         | 2. Februar 1920– 3. März 1921        | Woodrow Wilson                                     |
| 49  |      | Andrew W. Mellon         | 4. März 1921– 12. Februar 1932       | Warren G. Harding, Calvin Coolidge, Herbert Hoover |
| 50  |      | Ogden L. Mills           | 13. Februar 1932– 4. März 1933       | Herbert Hoover                                     |
| 51  |      | William H. Woodin        | 5. März 1933– 31. Dezember 1933      | Franklin D. Roosevelt                              |
| 52  |      | Henry Morgenthau         | 1. Januar 1934– 22. Juli 1945        | Franklin D. Roosevelt, Harry S. Truman             |
| 53  |      | Fred M. Vinson           | 23. Juli 1945– 23. Juni 1946         | Harry S. Truman                                    |
| 54  |      | John W. Snyder           | 25. Juni 1946– 20. Januar 1953       | Harry S. Truman                                    |
| 55  |      | George M. Humphrey       | 21. Januar 1953– 29. Juli 1957       | Dwight D. Eisenhower                               |
| 56  |      | Robert B. Anderson       | 29. Juli 1957– 20. Januar 1961       | Dwight D. Eisenhower                               |
| 57  |      | C. Douglas Dillon        | 21. Januar 1961– 1. April 1965       | John F. Kennedy, Lyndon B. Johnson                 |
| 58  |      | Henry H. Fowler          | 1. April 1965– 20. Dezember 1968     | Lyndon B. Johnson                                  |
| 59  |      | Joseph W. Barr           | 21. Dezember 1968– 20. Januar 1969   | Lyndon B. Johnson                                  |
| 60  |      | David M. Kennedy         | 22. Januar 1969– 10. Februar 1971    | Richard Nixon                                      |
| 61  |      | John B. Connally         | 11. Februar 1971– 12. Juni 1972      | Richard Nixon                                      |
| 62  |      | George P. Shultz         | 12. Juni 1972– 8. Mai 1974           | Richard Nixon                                      |
| 63  |      | William E. Simon         | 8. Mai 1974– 20. Januar 1977         | Richard Nixon, Gerald Ford                         |
| 64  |      | W. Michael Blumenthal    | 23. Januar 1977– 4. August 1979      | Jimmy Carter                                       |
| 65  |      | G. William Miller        | 7. August 1979– 20. Januar 1981      | Jimmy Carter                                       |
| 66  |      | Donald Regan             | 22. Januar 1981– 1. Februar 1985     | Ronald Reagan                                      |
| 67  |      | James Baker              | 4. Februar 1985– 17. August 1988     | Ronald Reagan                                      |
| 68  |      | Nicholas F. Brady        | 15. September 1988– 17. Januar 1993  | Ronald Reagan, George Bush                         |
| 69  |      | Lloyd Bentsen            | 20. Januar 1993– 22. Dezember 1994   | Bill Clinton                                       |
| 70  |      | Robert Rubin             | 11. Januar 1995– 2. Juli 1999        | Bill Clinton                                       |
| 71  |      | Lawrence Summers         | 2. Juli 1999– 20. Januar 2001        | Bill Clinton                                       |
| 72  |      | Paul O’Neill             | 20. Januar 2001– 31. Dezember 2002   | George W. Bush                                     |
| 73  |      | John W. Snow             | 3. Februar 2003– 30. Juni 2006       | George W. Bush                                     |
| 74  |      | Henry Paulson            | 10. Juli 2006– 20. Januar 2009       | George W. Bush                                     |
| 75  |      | Timothy Geithner         | 26. Januar 2009– 25. Januar 2013     | Barack Obama                                       |
| 76  |      | Jacob Lew                | 28. Februar 2013– 20. Januar 2017    | Barack Obama                                       |
| 77  |      | Steven Mnuchin           | 13. Februar 2017 – 20. Januar 2021   | Donald Trump                                       |
| 78  |      | Janet Yellen             | 25. Januar 2021 – 20. Januar 2025    | Joe Biden                                          |
| 79  |      | Scott Bessent            | seit 28. Januar 2025                 | Donald Trump                                       |

## Amtierende Finanzminister
Wenn sowohl der Finanzminister als auch der stellvertretende Finanzminister amtsunfähig sind, kann jeder andere Unterstaatssekretär in das Amt vereidigt werden und so amtierender Finanzminister werden.
Die folgende Liste zeigt eine Auswahl dieser Amtsinhaber:
- William Jones amtierte zwischen dem Rücktritt von Alexander J. Dallas und der Ernennung von William H. Crawford.
- Weil der stellvertretende Finanzminister Roger Altman im August 1994 zurückgetreten war, amtierte Frank Newman vom 22. Dezember 1994 bis zum 11. Januar 1995.
- Kenneth W. Dam amtierte vom 31. Dezember 2002 bis zum 3. Februar 2003.
- Robert M. Kimmitt amtierte vom 30. Juni bis 9. Juli 2006.
- Stuart A. Levey amtierte vom 20. Januar 2009 bis zur Bestätigung von Timothy Geithner durch den Kongress am 26. Januar 2009.
- Neal S. Wolin amtierte vom 25. Januar 2013 bis zur Bestätigung von Jacob Lew durch den Kongress am 28. Februar 2013